# Meeresbodenuntersuchung mit Robotik
Meeresbodenuntersuchung mit Robotik ist ein  relativ neues Forschungsgebiet
der Geowissenschaften und befindet sich an der Schnittstelle von Limnologie, Geodäsie und Ökologie und Ozeanographie, sowie Robotik.
Eine systematische Kartierung des Meeresbodens ist besonders wichtig für die Verwaltung von Schutzgebieten in der Tiefsee.

## Meeresbodenuntersuchung
Aktuell gibt es für weniger als 20 Prozent der Meeresbodenoberfläche hochauflösende, direkte Tiefenmessungen.
Ein vielversprechender Weg, um die Kartierung des Meeresbodens weiter voranzutreiben, ist die Nutzung von Forschungsschiffen auf ihren Transitstrecken.,
Nach neuesten wissenschaftlichen Erkenntnissen zeigt sich, dass es für weniger als 20 Prozent der Meeresbodenoberfläche hochauflösende, direkte Tiefenmessungen gibt. Fast 300 Millionen Quadratkilometer Meeresboden von der Küste bis zur Tiefsee sind im Detail noch gänzlich unbekannt.
Wenn man den Meeresboden auf Weltkarten anschaut, sieht man hauptsächlich Daten aus der Satellitenaltimetrie. Altimeter messen die Höhe der Meeresoberfläche, mit Bathymetrie misst man die Topographie der Meeresböden. Allerdings zeigen diese Daten lediglich kilometergroße Strukturen des Meeresbodens auf. Wesentlich genauer sind direkte Messungen von Schiffen oder autonomen Unterwasserfahrzeugen und Robotern mit sogenannten Fächerecholoten. Diese senden fächerförmig Ultraschallsignale aus, die am Meeresboden reflektiert werden. Über die Zeit von der Aussendung bis zur Rückkehr des Signals, kann die Wassertiefe bestimmt werden. Schiffsecholote können zum Beispiel Strukturen von deutlich weniger als 100 Meter in der Tiefsee sichtbar machen, während Echolote an bodennah operierenden Tauchfahrzeugen sogar Strukturen im Zentimeterbereich auflösen können.
Die Signale können außerdem mit Hilfe moderner GPS-Technik geortet werden.

## Anwendung

### Unterwasserschutzzone wird kartographisch erfasst
Echolote lassen sich auf dem Gebiet des Umwelt- und Gewässerschutzes und für die Ortung und Altlastenentsorgung hochgiftiger Abfälle im Meer einsetzen.
Scripps Oceanography schließt Meeresbodenuntersuchung mithilfe von Robotik ab und findet Tausende mögliche Objekte einer Mülldeponie vor der Küste von Los Angeles.
Die Vermessung kartierte ca. 18.000 Hektar Land mit fortschrittlicher Ozeanrobotik und Ultraschall, bzw. Echolot.
Eine Expedition unter der Leitung der Scripps Institution of Oceanography der UC San Diego kartierte mehr als ca. 18.000 Hektar Meeresboden zwischen Santa Catalina Island und der Küste von Los Angeles in einer Region, in der zuvor ein hoher Anteil der giftigen Chemikalie DDT in Sedimenten und im Ökosystem gefunden wurde.
Das Becken vor der Küste von Los Angeles war seit mehreren Jahrzehnten eine Mülldeponie für Industrieabfälle.
Fässer wurden in fast allen Gebieten der untersuchten ca. 18.000 Hektar gefunden und über die Deponiegrenzen hinaus ausgedehnt, die ungefähr 12 Meilen vor der Küste von Los Angeles und acht Meilen von Catalina Island entfernt sind. Die Objekte, die mit Zuverlässigkeit als Fässer identifiziert wurden, waren stärker an Helligkeit in ihrem akustischen Signal und hatten eine ausgeprägte Geometrie. Die anderen identifizierten Objekte zeigten ebenfalls diese Signale, jedoch nicht so hell oder deutlich, was daran liegen könnte, wie tief sie in den Sedimenten abgelagert waren oder wie sich das Material verschlechterte.
Denkbar ist, dass man diese – teilweise korrodierten – Fässer mit Hilfe moderner Robotik ausfindig macht und neu ummantelt, damit die Schadstoffe, insbesondere die chlorierten Kohlenwasserstoffe, die die Ökosysteme empfindlich stören, nicht ins Meerwasser gelangen.

### Expedition des NOAA
Die Expedition, die vom 10. bis 24. März 2021 stattfand, wurde in Zusammenarbeit mit dem NOAA-Büro für Marine- und Luftfahrtoperationen und dem National Oceanographic Partnership Program entwickelt. Das Projekt, das Teil der laufenden Zusammenarbeit mit dem Uncrewed Systems Operations Center der NOAA ist, testete die autonome Unterwasserfahrzeugtechnologie (AUV) zur Kartierung des Meeresbodens. Während die Schiffsrobotertechnologie weiter voranschreitet, arbeitet NOAA mit Scripps zusammen, um die Ozeanrobotik von der Forschung auf betriebliche Anwendungen umzustellen.

### Eingesetzte Gerätschaften und Roboter
- Forschungsschiff (R / V) Sally Ride
- Zwei autonome Unterwasserfahrzeuge (AUV)s an Bord eines Forschungsschiffs. Diese sind unbemannt.
- Zwei AUVs, das REMUS 6000 (rechts), das bis zu einer Tiefe von 6.000 Metern arbeiten kann, und das Bluefin (links), das bis zu einer Tiefe von 1.500 Metern arbeiten kann, wurden eingesetzt, um gemeinsam Karten des Meeresbodens mit hoher Auflösung zu erstellen.

## Meeresbodenuntersuchungen zum Schutz der Umwelt
Das Hauptanliegen ist, dieses Forschungsgebiet voranzutreiben ist,
die Ökosysteme im Meer zu schützen und gefährdende Substanzen zu entfernen,
da von den im Meer befindlichen Objekten Schadstoffe ausgehen, die die Meerestiere gefährden.
Wissenschaftler stellen bei Meeressäugern, einschließlich Delfinen und Seelöwen, hohe DDT-Werte fest, wobei die Exposition gegenüber PCB und DDT mit der Entstehung von Krebs bei Seelöwen zusammenhängt.

## Weiterführende Literatur
- Campbell, Robert W; Roberts, Paul L D; Jaffe, Jules S: The Prince William Sound Plankton Camera: a profiling in situ observatory of plankton and particulates Journal Article, ICES Journal of Marine Science, 77 (4), pp. 1440-1455, 2020.
- Kenitz, Kasia M; Orenstein, Eric C; Roberts, Paul L D; Franks, Peter J S; Jaffe, Jules S; Carter, Melissa L; Barton, Andrew D: Environmental drivers of population variability in colony‐forming marine diatoms Journal Article, Limnology and Oceanography, 2020.
- Garwood, Jessica C; Lucas, Andrew J; Naughton, Perry; Alford, Matthew H; Roberts, Paul L D; Jaffe, Jules S; Franks, Peter J S:A novel cross‐shore transport mechanism revealed by subsurface, robotic larval mimics: Internal wave deformation of the background velocity field Journal Article, Limnology and Oceanography, 65 (7), pp. 1456-1470, 2020.